# Ніасці
Ніа́сці (власна назва оно-ніга, індонез. Suku Nias) — народ в Індонезії, на острові Ніас. Належать до аборигенного населення Західної Індонезії.
Чисельність за даними перепису населення 2010 року становила 1 041 925 осіб, з них 911 820 осіб у провінції Північна Суматра, до складу якої входить острів Ніас.
Говорять ніаською мовою, що належить до північносуматранської групи малайсько-полінезійських мов австронезійської сім'ї.
За релігією ніасці — переважно християни, більшість — лютерани.

## Господарство
Основу господарства становить ручне землеробство. Вирощують суходільний рис, кукурудзу, бульби, коренеплоди, банани, фруктові дерева. У XX ст. почали також культивувати поливний рис. Основною технічною культурою є кокосова пальма; копру експортують.
Місцеве тваринництво спеціалізується на розведенні свиней. Рибальство і мисливство відіграють допоміжну роль. Розвинені ковальство, ювелірне ремесло, гончарство, виготовлення тапи (тканина із лубу), ткацтво, плетення, різьблення по дереву та каменю.

## Побут
Ніаські поселення мають лінійне планування. Вони можуть налічувати до 100 хат, поставлених у два ряди з вимощеним каменем майданчиком між ними. У минулому село оточували кам'яною стіною.
Хати мають каркасно-стовпову конструкцію, їх ставлять на палях висотою до 2 метрів. Дах може сягати висоти 10 метрів, його криють драницями з черешків сагової пальми. У плані жило в південних та центральних районах острова прямокутне, на півночі — овальне або кругле.

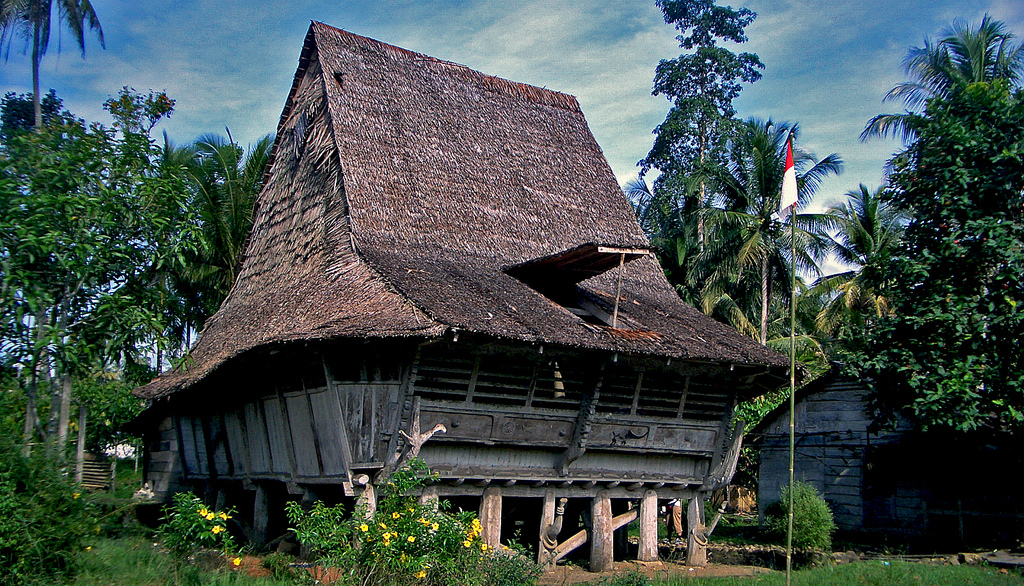
Традиційна ніаська хата.

Все більше поширюється наземне житло загальноіндонезійського типу.
Традиційний одяг ніасці виготовляють із тапи. Чоловіки носять каїн (шматок полотна, який вдягають у вигляді спідниці), пов'язку на стегнах (традиційний мисливський і святковий одяг), куртку. Жінки вдягають каїн і баджу. Сучасний одяг не відрізняється від одягу решти народів Індонезії.
Основу раціону становить варений рис з приправами, овочі, фрукти. Поширене жування бетелю.

## Суспільство
Основною одиницею ніаського суспільства є сільська громад (банува), що складається з локалізованих патрилінійних родів (мадо). Існує кільцевий зв'язок між родами, сорорат, але левірат заборонений.
Сім'я мала; полігінія щезла після прийняття християнства на початку XX ст.
Існує поділ суспільства на три соціальні ранги: шляхта (сіулу), вільні члени громади (сато) та потомки рабів.

## Культурні традиції
Розвинені народні танці, речитативне виконання міфів та генеалогій, спортивні та інші ігри.
Збереглася традиція спорудження в селах мегалітичних монолітів, кам'яних стін, дольменів.